# سدی غنا
سدی غنا (به انگلیسی: Ghana cedi) با کد ایزوی GHS، یکای پول رایج در کشور غنا است. مسئولیت کنترل این یکای پول برعهدهٔ بانک غنا قرار دارد.